# Чумаченко Дмитро Романович
Дмитро Романович Чумаченко (нар. 8 лютого 1996, Владимир, Російська Федерація — пом. 23 березня 2022, с. Тригір'я, Житомирська область, Україна) — капітан, український військовий льотчик,  командир авіаційної ланки авіаційної ескадрильї 204 БрТА, учасник російсько-української війни.

## Життєпис
Народився 8 лютого 1996 року в місті Владимир РФ.
У дитячому віці в 1999 році переїхав до м. Сніжного Донецькоі області.
Здобув вищу освіту у Харківському національному університеті Повітряних сил імені Івана Кожедуба.
Після завершення навчання перебрався до Луцька, де і проживав до загибелі.
7 вересня 2019 року одружився.
Капітан, військову службу проходив на посаді командира авіаційної ланки авіаційної ескадрильї 204 БрТА, яка з липня 2018 року дислокується в м. Луцьку.
Загинув 23 березня 2022 року в повітряному бою з нерівними силами противника поблизу с. Тригір'я, що на Житомирщині.

## Нагороди
- орден «За мужність» III ступеня (2022, посмертно) — За особисту мужність і самовіддані дії, виявлені у захисті державного суверенітету та територіальної цілісності України, вірність військовій присязі[1].